# إيفريت روسون
إيفريت ك. روسون (بالإنجليزية:Everett K. Rowson) مستشرق أمريكي وأستاذ فخري لدراسات الشرق الأوسط والدراسات الإسلامية في جامعة نيويورك. اشتهر بدراساته ومؤلّفاته حول التاريخ الفكري والاجتماعي للعالم الإسلامي في العصور الوسطى. صدر على شرفه كتاب تكريمي أشرف على تحريره جوزيف إي لوري وشوكت م. توراوا، صدر عن دار النشر إي. جي. بريل في ليدن عام 2017.

## مؤلفاته
```
A Muslim Philosopher on the Soul and Its Fate: Al-ʻĀmirī's Kitāb Al-Amad ʻalā L-Abad
, American 
```

Oriental Series, vol. 69, New Haven, 1988

آراء فيلسوف مسلم حول الروح ومصيرها: كتاب العامري الأمد على الأبد، السلسلة الأمريكية للدراسات الشرقيّة، مجلد 69، نيوهافن، 1988.
The History of al-Tabari, volume XXII: The Marwanid Restoration, (annotated English translation), Albany: SUNY Press, 1989

تاريخ الطبري، مجلد 12: إصلاحات مروان،(ترجمة إنجليزية مشفوعة بالملاحظات)، ألباني: دار النشر ساني، 1989.

"Religion and Politics in the Career of Badī` al-Zamān al-Hamadhānī,",Journal of the American Oriental Society 107 (1987), 653-73
"الدين والسياسة في حرفة بديع الزمان الهمذاني"، مجلة الجمعية الأمريكية للدراسات الشرقية، عدد 107 (1987)، ص. 653-673.

The Philosopher As Litterateur: al-Tawhidi and His Predecessors," Zeitschrift fur Geschichte der Arabisch-Islamischen Wissenschaften, 6 (1990), 50-92
"الفيلسوف أديبًا: التوحيدي وخلافاؤه"، مجلة الدراسات العربية والإسلامية، عدد 6 (1990)، ص. 50-92.

"The Categorization of Gender and Sexual Irregularity in Medieval Arabic Vice Lists," in: Body Guards: The Cultural Politics of Gender Ambiguity, ed. Julia Epstein and Kristina Straub (New York and London: Routledge, 1991), 50-79

"The Effeminates of Early Medina," Journal of the American Oriental Society, 111 (1991), 671-93

"المخنثون في العهود الأولى للمدينة المنورة"، مجلة الجمعية الأمريكية للدراسات الشرقية، عدد 111 (1991)، ص. 671-693.

"Two Homoerotic Narratives from Mamluk Literature: al-Safadī's Law`at al-shākī and Ibn Daniyāl's al-Mutayyam," in: Homoeroticism in Classical Arabic Literature, ed. J. W. Wright, Jr. and Everett K. Rowson (New York: Columbia University Press, 1997), 158-191
"نصّان من العصر المملوكي عن المثلية الجنسية: لوعة الشاكي للصفدي، والمُتيَّم لابن دانيال"، ضمن: المثلية الجنسية في الأدب العربي، تحرير ج. و. رايت وإيفريت روسون، نيويورك: مطبعة جامعة كولومبيا، 1997، ص. 158-191.
"Gender Irregularity As Entertainment: Institutionalized Transvestism at the Caliphal Court in Medieval Baghdad," in: Gender and Difference in the Middle Ages, edited by Sharon Farmer and Carol Braun Pasternack (Minneapolis: University of Minnesota Press, 2003), 45-72
"An Alexandrian Age in Fourteenth-Century Damascus: Twin Commentaries on Two Celebrated Arabic Epistles," Mamluk Studies Review, 7 (2003), 97-110
"Arabic: Middle Ages to Nineteenth Century," Encyclopedia of Erotic Literature, Routledge (New York, 2006), I, 43-61

## تحقيقات
- أبو الحسن محمد بن يوسف العامرى النيشابورى، الأمد على الأبد، تحقيق ايڤيريت ك. روسون،	بيروت : دار الكندي، 1399 هج/1979 م، في أول العنوان: دانشكاه مككيل - مونترال كاندا، مؤسسه مطالعات اسلامي، شعبه تهران؛ ناهمكاري دانشكاه تهران (للكتاب مقدمتان بالإنجليزية والفارسية).

## روابط خارجية
- Rowson at NYU